# Velîka Cerneciciîna
Velîka Cerneciciîna (în ucraineană Велика Чернеччина) este localitatea de reședință a comunei Velîka Cerneciciîna din raionul Sumî, regiunea Sumî, Ucraina.

## Demografie
Componența lingvistică a localității Velîka Cerneciciîna
     Ucraineană (96,21%)
     Rusă (3,75%)
Conform recensământului din 2001, majoritatea populației localității Velîka Cerneciciîna era vorbitoare de ucraineană (96,21%), existând în minoritate și vorbitori de rusă (3,75%).